# Roland Grip
Roland Grip (1. ledna 1941, Föllinge – 9. února 2024, Uppsala) byl švédský fotbalista, obránce.

## Fotbalová kariéra
Začínal v týmech Bräcke SK a IFK Östersund. Ve švédské lize hrál za  AIK Stockholm a IK Sirius Fotboll, nastoupil ve 156 ligových utkáních a dal 8 gólů. Ve Veletržním poháru nastoupil ve 4 utkáních. Za reprezentaci Švédska nastoupil v letech 1968–1974 v 55 utkáních a dal 1 gól. Byl členem švédské reprezentace na Mistrovství světa ve fotbale 1970, nastoupil ve 3 utkáních. Byl členem švédské reprezentace na Mistrovství světa ve fotbale 1974, nastoupil ve 3 utkáních. 

## Ligová bilance
| Ročník                 | Zápasy | Góly | Klub              |
| ---------------------- | ------ | ---- | ----------------- |
| 1. švédská liga 1964   | 5      | 2    | AIK Stockholm     |
| 1. švédská liga 1965   | 1      | 0    | AIK Stockholm     |
| 1. švédská liga 1966   | 14     | 0    | AIK Stockholm     |
| 1. švédská liga 1967   | 22     | 0    | AIK Stockholm     |
| 1. švédská liga 1968   | 22     | 1    | AIK Stockholm     |
| 1. švédská liga 1969   | 20     | 0    | AIK Stockholm     |
| 1. švédská liga 1970   | 22     | 0    | AIK Stockholm     |
| 1. švédská liga 1973   | 25     | 4    | IK Sirius Fotboll |
| 1. švédská liga 1974   | 25     | 1    | IK Sirius Fotboll |
| CELKEM 1. švédská liga | 156    | 8    |                   |